# We Want Moore
We want Moore är ett livealbum med den brittiske (nordirländske) blues- och rockartisten Gary Moore, inspelat och utgivet 1984.

## Låtlista
1. "Murder in the Skies" – 5:32
2. "Shapes of Things to Come" – 8:16 (Paul Samwell-Smith / Keith Relf / Jim McCarty)
3. "Victims of the Future" – 8:28
4. "Cold Hearted" – 10:37
5. "End of the World" – 4:33
6. "Back on the Streets" – 5:27
7. "So Far Away" – 2:41
8. "Empty Rooms" – 8:28
9. "Don't Take Me for a Loser" – 5:49
10. "Rockin' and Rollin'" – 6:38